# ناکس‌ویل (جورجیا)
ناکس‌ویل (به انگلیسی: Knoxville) یک منطقهٔ مسکونی در ایالات متحده آمریکا است که در شهرستان کرافورد، جورجیا واقع شده‌است. ناکس‌ویل ۰٫۸۳ کیلومتر مربع مساحت و ۶۹ نفر جمعیت دارد و ۱۵۰٫۸۸ متر بالاتر از سطح دریا واقع شده‌است.